# Stazione di Palagnedra
La stazione di Palagnedra delle Ferrovie Autolinee Regionali Ticinesi (FART) è una fermata ferroviaria della ferrovia Locarno-Domodossola ("Centovallina").

## Strutture e impianti

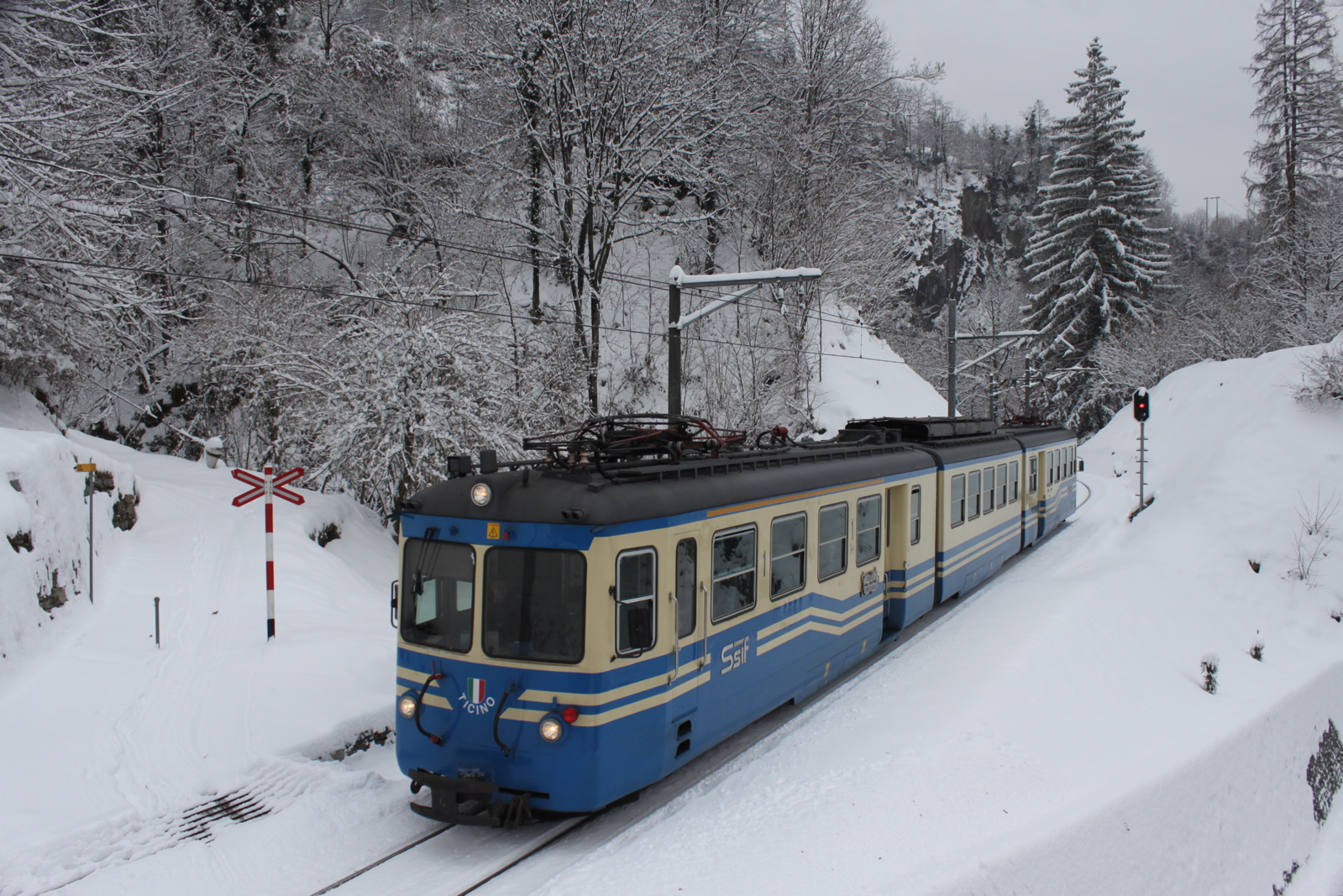
Un elettrotreno ABe 8/8 della SSIF diretto a Domodossola transita a lato del segnale che protegge la sezione di blocco tra Palagnedra e Verdasio.

La fermata è posta in corrispondenza di un posto di blocco intermedio tra le stazioni di Verdasio e Camedo.

## Movimento
La fermata è servita, in regime di fermata a richiesta, dai treni regionali della linea Locarno-Camedo e viceversa nonché da un treno regionale Domodossola/Re-Locarno delle FART.

## Servizi
- Biglietteria automatica della Comunità tariffale Ticino e Moesano